# Julian Nowicki

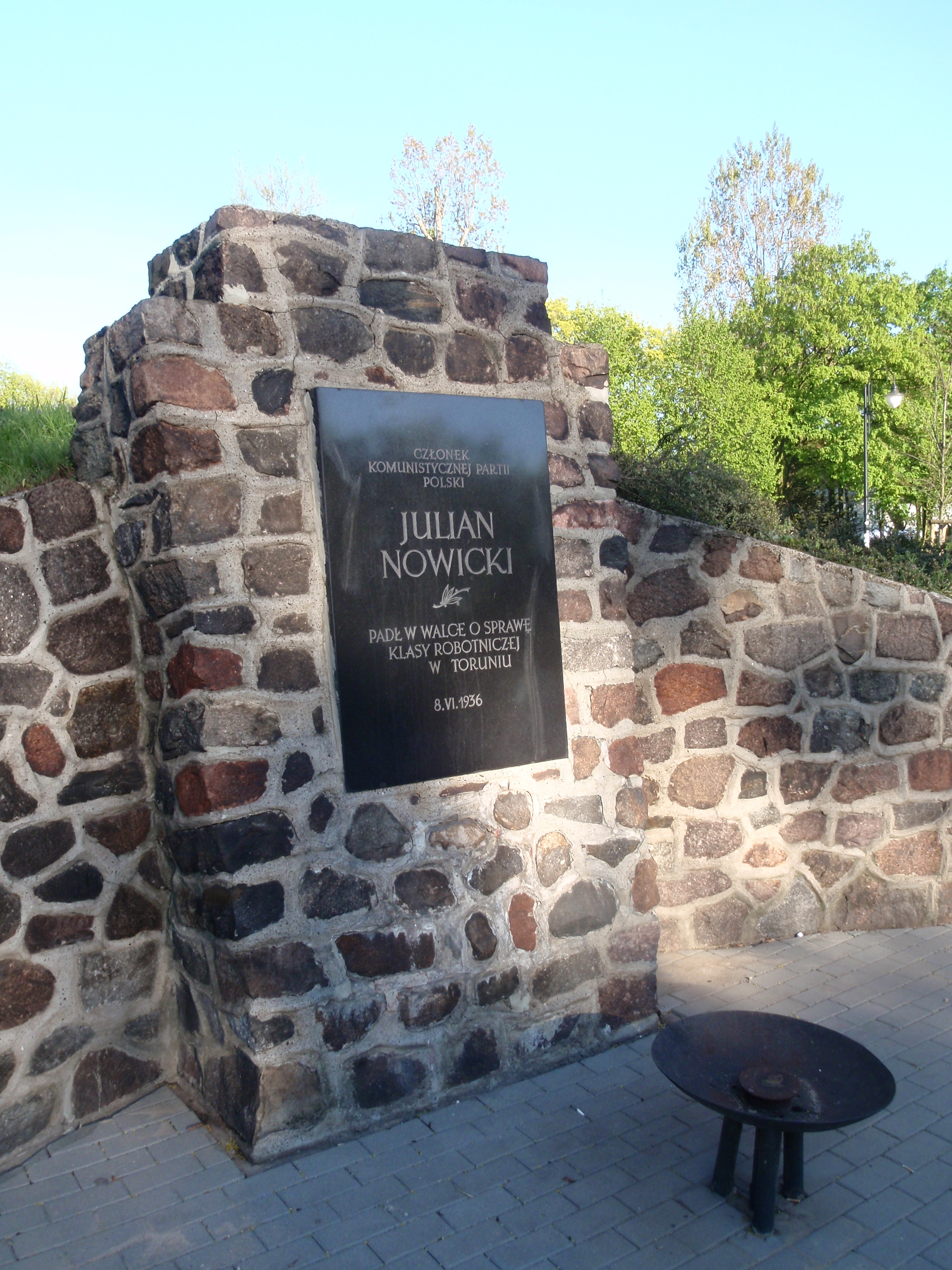
Pamiątkowa tablica znajdująca się do lipca 2012 przy Alei Solidarności w Toruniu

Julian Nowicki (ur. 12 stycznia 1912 w Barcinie, zm. 8 czerwca 1936 w Toruniu) – polski komunista, robotnik, członek KPP.

## Życiorys
Był najstarszym z piątki dzieci Jana (bednarza) i Wiktorii z Salamonów. Uczęszczał do szkoły powszechnej w Barcinie, a następnie do Państwowego Gimnazjum w Inowrocławiu. Po maturze (1930) wyjechał do Gdańska, ale nie udało mu się zrealizować zamiaru studiów na politechnice (Technische Hochschule). Nawiązał natomiast kontakt ze środowiskami komunistycznymi, który kontynuował po powrocie do Barcina w 1932. Działał w Towarzystwie Uniwersytetów Robotniczych, od 1934 należał do Komunistycznego Związku Młodzieży Polskiej. Pod wpływem Leona Porażyńskiego, redaktora radykalnego pisma lewicowego "Klasowiec", wstąpił w 1934 w Bydgoszczy do Komunistycznej Partii Polski.
Pod koniec 1934 został sekretarzem Związku Zawodowego Robotników Rolnych, w lutym 1935 przewodniczącym Rady Klasowych Związków Zawodowych w Toruniu. W związku z tą ostatnią funkcją przeniósł się na stałe do Torunia, gdzie organizował komitety bezrobotnych oraz redagował i publikował na łamach komunistycznego miesięcznika "Pionier". W lutym 1936 był jednym z głównych organizatorów dużej demonstracji bezrobotnych w Toruniu i współautorem petycji do władz. W tymże roku organizował także manifestację pierwszomajową. Wobec braku reakcji władz na wcześniejsze żądania kolejną demonstrację Nowicki organizował 8 czerwca 1936. W trakcie marszu robotników w kierunku Urzędu Wojewódzkiego doszło do starcia z policją, a Nowicki poniósł śmierć od kuli prawdopodobnie wystrzelonej przez policjanta, biorącego udział w demonstracji w przebraniu robotniczym. Wobec planów manifestacyjnego pogrzebu Nowicki został pochowany przez policję w tajemnicy na cmentarzu przy ul. Grudziądzkiej.
Julian Nowicki został upamiętniony w pomniku stojącym na jednym z głównych placów w Toruniu, odsłoniętym w 1956. W okresie PRL był również patronem jednej z toruńskich ulic i uchodził za symbol walki robotniczej w regionie Kujaw.
W dniu 29 marca 2012 Rada Miasta Torunia podjęła uchwałę o przeniesieniu tablicy upamiętniającej Nowickiego na znajdujący się na Cmentarzu Komunalnym nr 2 grób Juliana Nowickiego w terminie do 30 czerwca 2012. Ostatecznie pamiątkową tablicę usunięto 31 lipca 2012. Przeniesienie tablicy spotkało się z protestami środowisk lewicowych.